# ماتثياس فانيمو
ماتثياس فانيمو (بالإنجليزية: Matthias Fanimo)‏ (28 يناير 1994 في المملكة المتحدة - ) هو لاعب كرة قدم بريطاني في مركز الوسط. شارك مع منتخب إنجلترا تحت 16 سنة لكرة القدم ومنتخب إنجلترا تحت 17 سنة لكرة القدم ومنتخب إنجلترا تحت 18 سنة لكرة القدم. أما مع النوادي، فقد لعب مع نادي ترانمير روفرز لكرة القدم ووست هام يونايتد وEastleigh F.C. ‏ وبيشوب ستورتفورد.

## وصلات خارجية
- ماتثياس فانيمو على موقع قاعدة بيانات كرة القدم.إي يو (الإنجليزية)
- ماتثياس فانيمو على موقع Soccerbase.com (لاعب) (الإنجليزية)
- ماتثياس فانيمو على موقع Soccerway.com (الإنجليزية)
- ماتثياس فانيمو على موقع AS.com (الإسبانية)